# Stephan Spengler
Stephan Spengler (* 16. Januar 1983) ist ein deutscher Freistilringer. Er ringt beim 1. Luckenwalder SC und ist 1,63 Meter groß.

## Internationale Erfolge
- 1998: Teilnahme an der Weltmeisterschaft der Kadetten in Manchester (17. von 21)
- 2000: Europameisterschaft der Kadetten in Bratislava (4. von 17)

- 2001, 19. Platz (von 25), Junioren-WM in Taschkent, unter 58 kg, mit Niederlagen gegen Nejad Haghi Mohammad, Iran und Matt Shankey, USA
- 2002, 7. Platz, Junioren-EM in Tirana, unter 58 kg
- 2003, 23. Platz (von 35), Junioren-WM in Istanbul, unter 60 kg, mit Sieg über Yuri Markman, Israel und einer Niederlage gegen Gergoe Woeller, Ungarn
- 2006, 3. Platz (von 13), Großer Preis von Deutschland in Leipzig, 60 kg, hinter Gergö Woeller und Alexander Kropf

## Nationale Erfolge

### Mannschaft
- 2006: Deutscher Meister mit dem 1. Luckenwalder SC
- 2007: Vizemeister mit dem 1. Luckenwalder SC
- 2008: Vizemeister mit dem 1. Luckenwalder SC

### Deutsche Meisterschaft
- 1999: Deutscher Meister 58 kg (B-Jugend), vor Florian Dörfler, SC 04 Nürnberg und vor Stefan Abel, TSC Mering
- 2001: 4.Platz 58 kg (Männer), hinter Daniel Wilde, 1. Luckenwalder SC und hinter Fazli Yeter, KSV Köllerbach und hinter Mario Koch, TuS Jena
- 2002: Deutscher Meister 58 kg, vor Patrick Dominik, AC Bavaria Goldbach und vor Mehmet Baygus, KSV Köllerbach
- 2003: Deutscher Meister 60 kg, vor Patrick Dominik, SC Kleinostheim und vor Oliver Schadewald, PSV Rostock
- 2003: 4.Platz 60 kg (Männer), hinter Mario Koch, Thüringen und hinter Othmar Kuhner, Württemberg und hinter Yilmaz Kamil, Pfalz
- 2004: Vizemeister 60 kg (Männer), hinter Thorsten Dominik, Mömbris-Königshofen und vor Mario Koch, TuS Jena
- 2007: Vizemeister 60 kg (Männer), hinter Samet Dülger, Konkordia Neuss und vor Dennis Langner, PSV Rostock und vor Kamil Yilmaz, ASV Pirmasens
- 2008, 5. Platz 60 kg, hinter Samet Dülger, Konkordia Neuss, Mario Koch, TuS Jena, Michél Schneider, KSV Seeheim und Yashar Jamali, TV Aachen-Walheim

| Personendaten    | Personendaten     |
| ---------------- | ----------------- |
| NAME             | Spengler, Stephan |
| ALTERNATIVNAMEN  | spengel           |
| KURZBESCHREIBUNG | deutscher Ringer  |
| GEBURTSDATUM     | 16. Januar 1983   |